# Punxsutawney
Punxsutawney és una població del Comtat de Jefferson (Pennsilvània) als Estats Units d'Amèrica coneguda pel dia de la marmota que s'hi celebra cada 2 de febrer.

## Demografia
Segons el cens del 2000, Punxsutawney tenia 6.271 habitants, 2.748 habitatges, i 1.602 famílies. La densitat de població era de 708 habitants/km².
Dels 2.748 habitatges en un 25,3% hi vivien nens de menys de 18 anys, en un 41% hi vivien parelles casades, en un 13,5% dones solteres, i en un 41,7% no eren unitats familiars. En el 37,8% dels habitatges hi vivien persones soles el 20,6% de les quals corresponia a persones de 65 anys o més que vivien soles. El nombre mitjà de persones vivint en cada habitatge era de 2,19 i el nombre mitjà de persones que vivien en cada família era de 2,89.
Per edats la població es repartia de la següent manera: un 21,3% tenia menys de 18 anys, un 9,9% entre 18 i 24, un 25,1% entre 25 i 44, un 21,6% de 45 a 60 i un 22,2% 65 anys o més.
L'edat mediana era de 41 anys. Per cada 100 dones de 18 o més anys hi havia 77,2 homes.
La renda mediana per habitatge era de 26.250 $ i la renda mediana per família de 33.054 $. Els homes tenien una renda mediana de 28.958 $ mentre que les dones 19.076 $. La renda per capita de la població era de 14.802 $. Entorn del 13,3% de les famílies i el 16,9% de la població estaven per davall del llindar de pobresa.

## Poblacions més properes
El següent diagrama mostra les poblacions més properes.